# Wasilij Andriejew

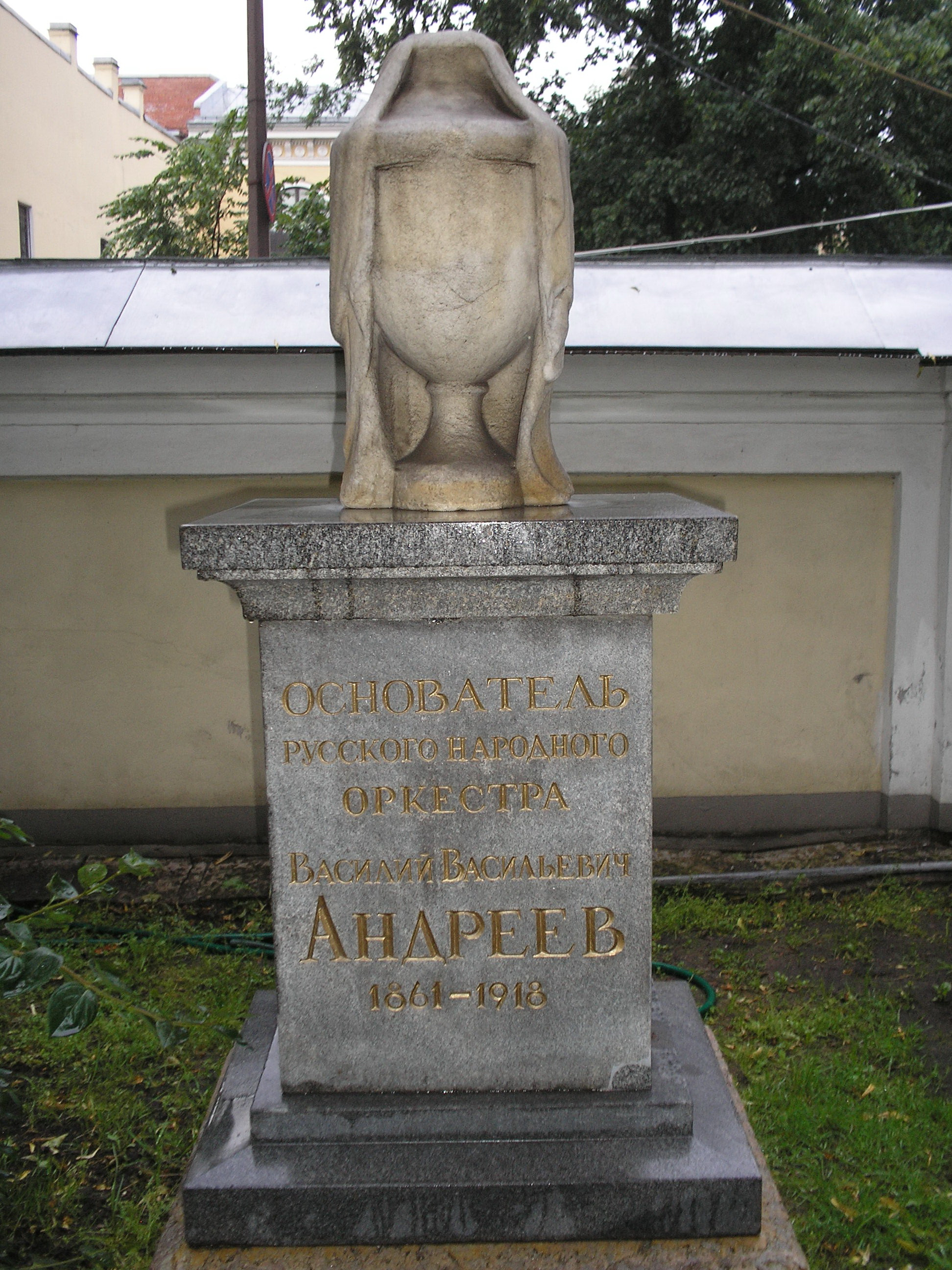
Grób Wasilija Andriejewa na Cmentarzu Tichwińskim, w Ławrze Aleksandra Newskiego w Petersburgu

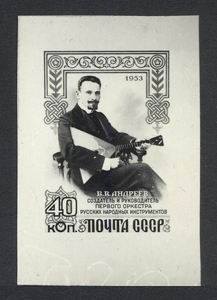
Radziecki znaczek pocztowy z 1953 roku z podobizną artysty

Wasilij Wasiljewicz Andriejew (ros. Василий Васильевич Андреев; ur. 15 stycznia 1861, zm. 26 grudnia 1918) – rosyjski muzykant i kompozytor. Pochowany na Cmentarzu Tichwińskim w Petersburgu.